# Enea Bastianini
Enea Bastianini (Rimini, 30 dicembre 1997) è un pilota motociclistico italiano, campione del mondo della Moto2 nel 2020.

## Carriera

### Gli inizi
Ha iniziato a correre con le minimoto, arrivando a ottenere il titolo europeo della MiniGP70 nel 2011 con il team RMU Moto. È passato in seguito a gareggiare nel trofeo dedicato alle Honda NSF250R, ottenendo il titolo nazionale nel 2012. Sempre nel 2012, disputa due gare nel CIV Moto3 conquistando un terzo e un quarto posto.
Nella stagione 2013 prende parte sia al CIV Moto3 che alla Red Bull MotoGP Rookies Cup, nella quale ottiene due vittorie e il 4º posto nella classifica finale.

### Motomondiale

#### Moto3

##### KTM (2014)
Raggiunge l'accordo con il Junior Team GO&FUN di Fausto Gresini per correre la stagione 2014 in Moto3, in sella a una KTM RC 250 GP, con compagno di squadra Niccolò Antonelli. In Catalogna, giunto solamente alla settima presenza iridata, ottiene il secondo posto, realizzando così il primo piazzamento a podio della sua carriera nel Motomondiale. Bissa il secondo posto in Repubblica Ceca e conquista la terza posizione in Gran Bretagna. Conclude la stagione al 9º posto con 127 punti.

##### Honda (2015-2018)

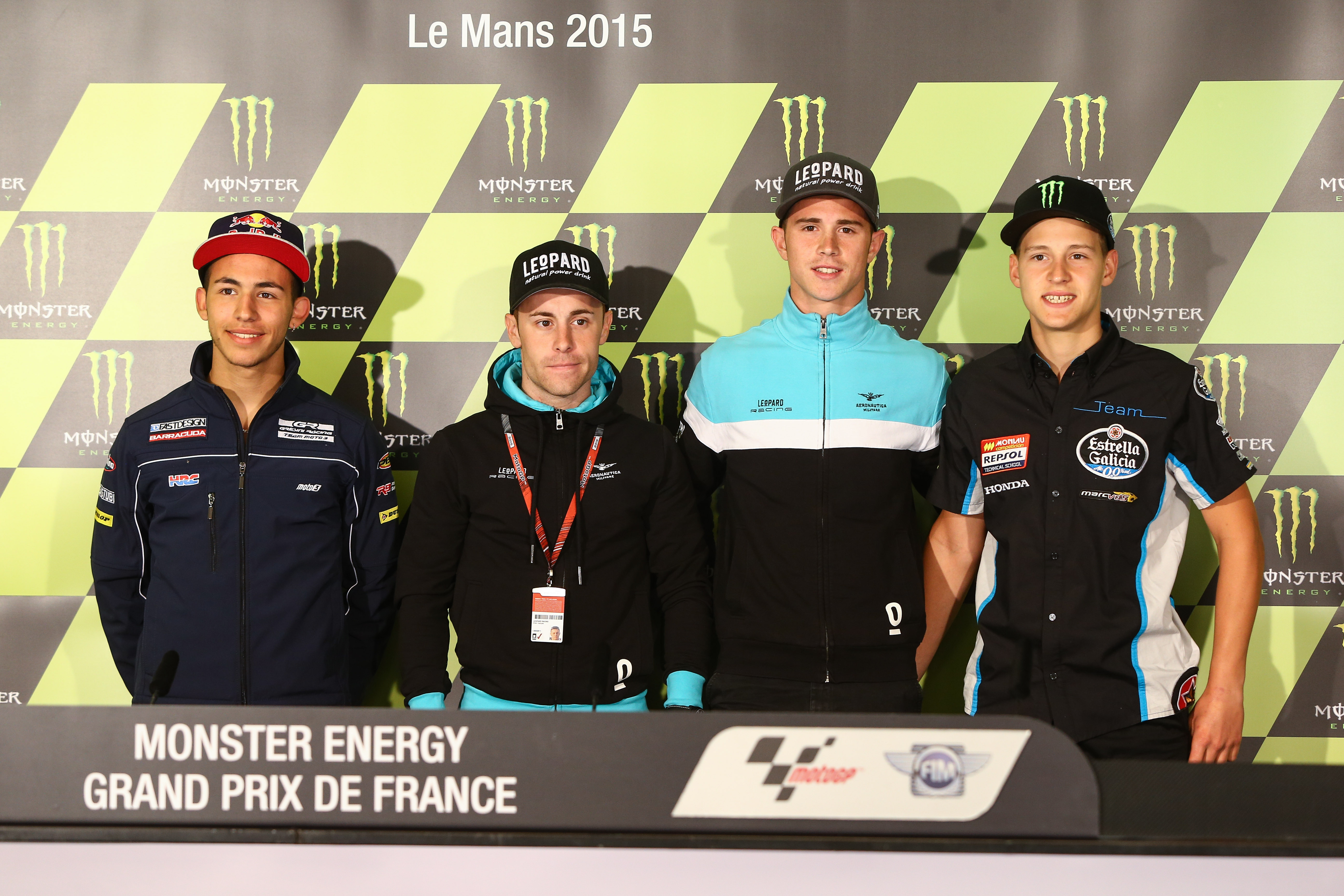
Da sinistra: Bastianini, Efrén Vázquez, Danny Kent e Fabio Quartararo in conferenza stampa a Le Mans nel 2015.

Nel 2015 rimane nel team Gresini, nel frattempo passato alle Honda NSF250R, con compagno di squadra Andrea Locatelli. Nel primo appuntamento stagionale in Qatar conclude la gara in seconda posizione. Torna sul podio in Francia, gara che vede raggiungere il podio altri due italiani, Romano Fenati e Francesco Bagnaia: un risultato che non capitava dal Gran Premio del Giappone 2004 nell'allora classe 125. Coglie la prima pole position della stagione in Catalogna, dove in gara ottiene una seconda posizione. In Olanda ottiene la seconda pole position consecutiva. In Germania conquista la terza posizione. In Repubblica Ceca giunge secondo. A San Marino ottiene la pole position e la prima vittoria nel Motomondiale. In Aragona parte ancora dalla prima casella ma cade mentre è in lotta per la vittoria. Termina la stagione al 3º posto finale con 207 punti. Nello stesso anno entra a far parte del Gruppo Sportivo Fiamme Oro della Polizia di Stato, da cui viene escluso nell'ottobre del 2016 a seguito di un ricorso presentato al TAR da tre suoi colleghi (Federico Caricasulo, Marco Faccani e Alessandro Tonucci) a causa di un tatuaggio: nel febbraio 2017 il Consiglio di Stato ribalta la sentenza del TAR e restituisce a Bastianini il primo posto nel concorso e la divisa delle Fiamme Oro.
Nel 2016 rimane nello stesso team, con Fabio Di Giannantonio come compagno di squadra. In questa stagione è costretto a saltare il Gran Premio di Francia a causa di un infortunio a una mano rimediato in allenamento. Ottiene il primo podio della stagione in Catalogna, dove termina la gara in terza posizione. Ottiene poi tre pole position (Olanda, Germania e Aragona), un secondo posto (San Marino) e tre terzi posti (Germania, Austria e Aragona). Conquista la prima vittoria stagionale in Giappone. In questa stagione è costretto a saltare il Gran Premio della Malesia a causa di una frattura alla vertebra T9 nel precedente Gran Premio d'Australia. Il suo posto in squadra, per questo evento, viene preso dal pilota giapponese Ayumu Sasaki. Chiude la stagione al secondo posto in classifica piloti con 177 punti all'attivo.

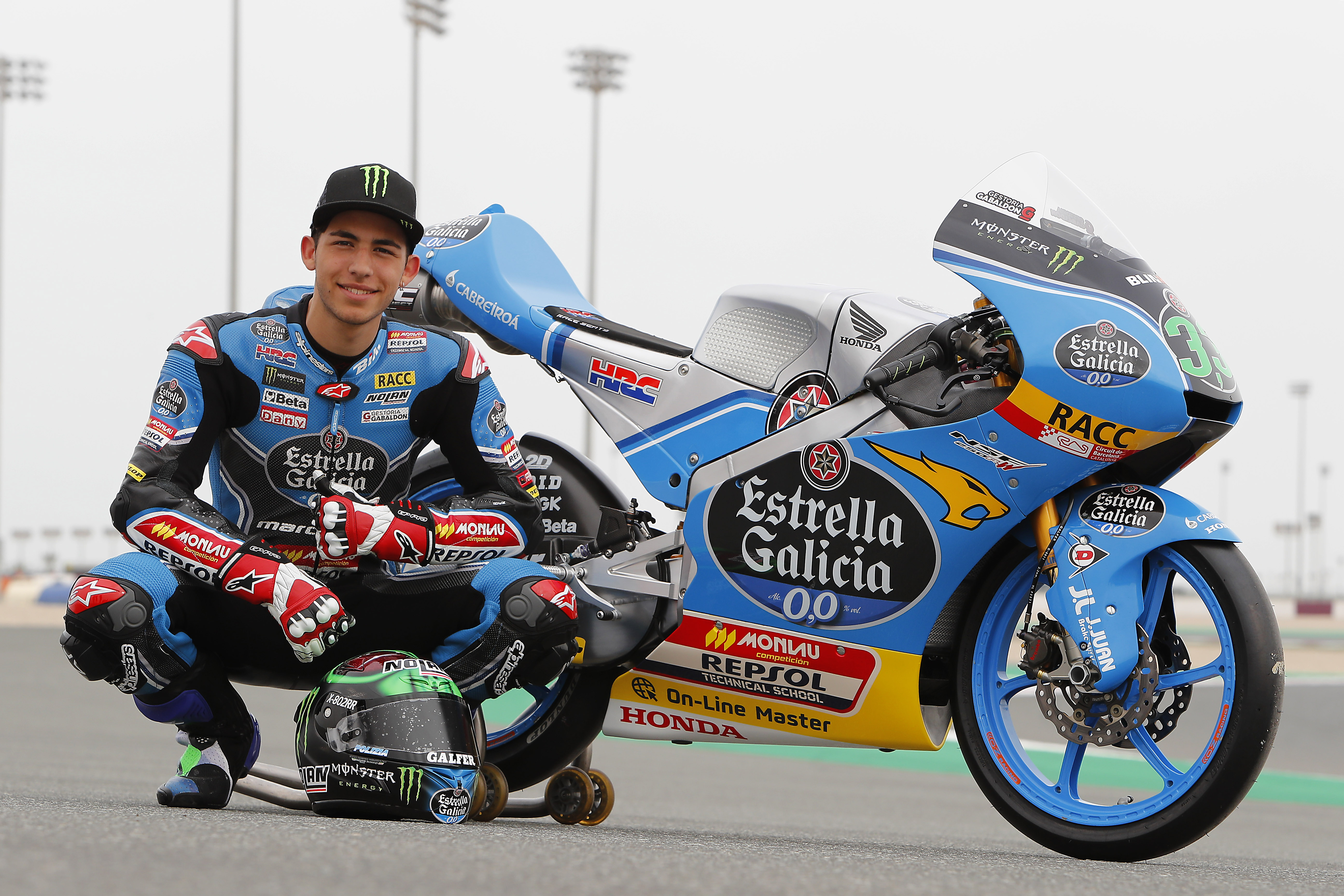
Bastianini accanto alla sua Honda NSF250R Moto3 del team Estrella Galicia 0,0 nel 2017.

Nel 2017 si trasferisce nel team Estrella Galicia 0,0, ancora in sella a una Honda, dove trova come compagno di squadra lo spagnolo Arón Canet. Ottiene un secondo posto in Gran Bretagna, un terzo posto in Aragona e una pole position nel Gran Premio di San Marino. Chiude la stagione al sesto posto in classifica piloti con 141 punti. Nel 2018 passa al team Leopard Racing, che gli affida ancora una Honda; il compagno di squadra è Lorenzo Dalla Porta. Ottiene una vittoria in Catalogna, due secondi posti (Americhe e Austria), tre terzi posti (Olanda, Aragona e Malesia) e una pole position in Catalogna e conclude la stagione al 4º posto con 177 punti.

#### Moto2 e primo titolo iridato

##### Kalex (2019-2020)
Nel 2019 passa in Moto2, alla guida della Kalex del team Italtrans Racing; il compagno di squadra è Andrea Locatelli. Ottiene un terzo posto in Repubblica Ceca e chiude la stagione al 10º posto con 97 punti. In questa stagione è costretto a saltare il Gran Premio di Gran Bretagna a causa di due microfratture al piede destro rimediate nel precedente GP d'Austria. Nel 2020 corre nello stesso team della stagione precedente, il nuovo compagno di squadra è Lorenzo Dalla Porta. Ottiene un terzo posto in Qatar e il primo successo nella categoria nel Gran Premio d'Andalusia, successivamente vince anche in Repubblica Ceca, giunge terzo nel Gran Premio di San Marino, vince il Gran Premio dell'Emilia Romagna, giunge secondo in Aragona e terzo nel Gran Premio di Teruel. Il 22 novembre 2020 diventa campione del mondo Moto2 con 205 punti iridati.

#### MotoGP

##### Ducati (2021-2024)

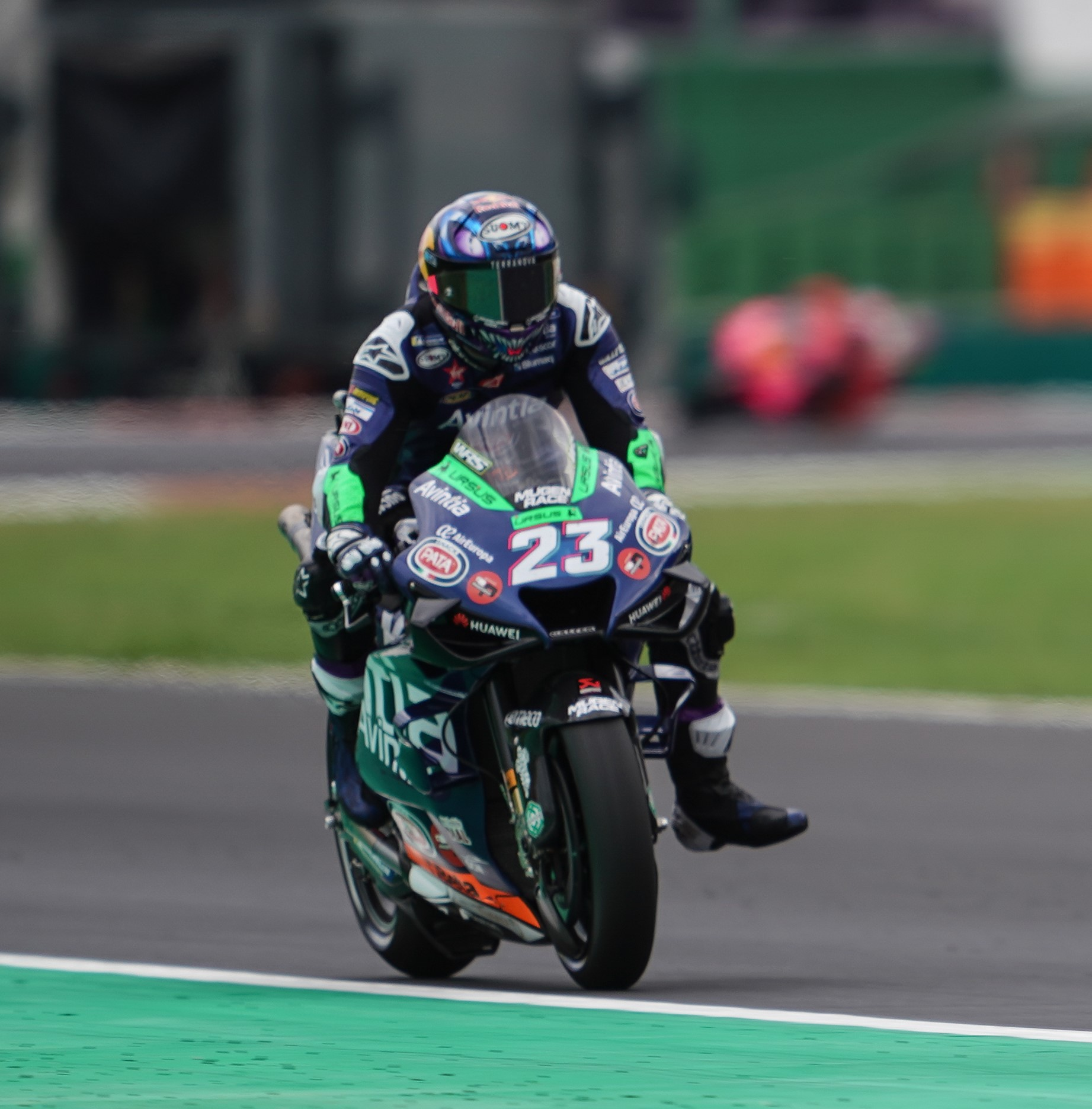
Bastianini su Ducati Desmosedici MotoGP del team Avintia Esponsorama a Misano nel 2021.

L'11 settembre 2020, ancor prima della fine della stagione, ufficializza il suo prossimo passaggio in MotoGP dal campionato seguente, sotto le insegne Ducati. Nella stagione 2021 corre quindi con il team Esponsorama Racing, con Luca Marini come compagno di squadra. Il 19 settembre dello stesso anno ottiene il suo primo podio nella classe regina, chiudendo al terzo posto il Gran Premio di San Marino e della Riviera di Rimini corso a Misano Adriatico; giunge terzo anche nel Gran Premio dell'Emilia Romagna, corso sempre sul tracciato romagnolo. Conclude la stagione all'11º posto con 102 punti.
Nel 2022 passa al team Gresini Racing, sempre in sella a una Ducati Desmosedici, ritrovando dopo sei anni Fabio Di Giannantonio come compagno di box. Al debutto stagionale vince il Gran Premio del Qatar, ottenendo così il suo primo successo in MotoGP. Nella prima fase del campionato ottiene altre due vittorie, nelle Americhe e in Francia, ponendosi come outsider nella lotta al mondiale e marciando per alcuni tratti anche come leader della classifica. Nella parte centrale della stagione il suo ruolino va a scemare, pur se in Austria riesce a siglare la sua prima pole position in top class; frattanto in agosto viene ufficializzato il suo prossimo passaggio nel team ufficiale Ducati a partire dalla stagione 2023, affiancando Francesco Bagnaia. Nella parte conclusiva di campionato torna su livelli competitivi, e in Aragona trova la sua quarta vittoria stagionale. Conclude il campionato al terzo posto finale, dietro al neoiridato Bagnaia e al campione uscente Fabio Quartararo, cogliendo il suo migliore piazzamento in classe regina; si laurea inoltre miglior pilota tra gli indipendenti.
La stagione 2023, la prima all'interno del factory team Ducati, si rivela negativa per larga parte. Al debutto a Portimão, cade nella Sprint – novità regolamentare della stagione – e riporta una frattura della scapola destra: l'infortunio lo tiene fuori dalle corse per quattro eventi, ritornando nel Gran Premio d'Italia. Ancora debilitato a livello fisico, ottiene dei risultati al di sotto delle aspettative finché a Montmelò subisce un secondo infortunio, dopo una caduta in partenza: è costretto a saltare altri tre Gran Premi per guarire alle fratture alla caviglia e alla mano riportate, tornando in pista nel Gran Premio dell'Indonesia. Sul finire del campionato, ormai ripresosi a livello fisico, torna alla vittoria aggiudicandosi il Gran Premio della Malesia; è la prima vittoria di Bastianini da oltre un anno a quella parte oltreché la prima ottenuta in seno al team ufficiale Ducati. Conclude il campionato in quindicesima posizione.
Nel 2024 prosegue nel team ufficiale Ducati. Sale sul podio con un secondo posto alla gara lunga in Portogallo (partendo dalla pole, la sua seconda in classe regina) e un terzo posto nella successiva ad Austin. In Catalogna, a seguito di un contatto con Alex Marquez gli viene comminato un long lap penalty: decide di non scontarlo sicché gliene vengono assegnati altri due, che non vengono scontati a loro volta, dunque gli viene assegnato un ride through; scegliendo di sottrarsi anche a questa penalità, alla fine viene penalizzato di 32 secondi sul tempo finale, regredendo al diciottesimo posto. Termina secondo la gara domenicale al Mugello, dopo un sorpasso su Jorge Martín all'ultima curva dell'ultimo giro. Sale sul podio anche ad Assen, mentre sul circuito di Silverstone ottiene la sua prima doppietta, vincendo sia la Sprint che la gara lunga dopo essere partito terzo. Chiude terzo anche la lunga in Austria, concludendo nove gare di fila (dalla lunga in Italia alla lunga in Austria) nelle prime quattro posizioni.
Nelle due tappe a Misano ottiene tre podi di fila, tra cui la vittoria nella gara domenicale del Gran Premio dell'Emilia-Romagna, la centesima per Ducati in MotoGP. Va a podio nelle sei Sprint successive, vincendo quella in Thailandia, mentre a Sepang (dove l'anno precedente aveva vinto la sua prima gara nel team ufficiale) chiude terzo in entrambe le gare. Conclude il campionato al quarto posto.

##### KTM (2025-)
Il 13 giugno 2024 viene annunciato il suo ritorno, dopo undici anni, in KTM dalla stagione 2025, nel team satellite Tech 3; come compagno di box troverà Maverick Viñales.

## Risultati nel motomondiale
| 2014 | Classe | Moto |    |    |    |   |   |     |   |     |    |    |   |   |   |   |   |     |    |    |  |  |  |  | Punti | Pos. |
| ---- | ------ | ---- | -- | -- | -- | - | - | --- | - | --- | -- | -- | - | - | - | - | - | --- | -- | -- |  |  |  |  | ----- | ---- |
| 2014 | Moto3  | KTM  | 16 | 13 | 10 | 9 | 7 | Rit | 2 | Rit | 15 | 11 | 2 | 3 | 5 | 6 | 8 | Rit | 10 | 11 |  |  |  |  | 127   | 9º   |

| 2015 | Classe | Moto  |   |   |   |   |   |   |   |   |   |   |   |     |   |     |   |     |   |   |  |  |  |  | Punti | Pos. |
| ---- | ------ | ----- | - | - | - | - | - | - | - | - | - | - | - | --- | - | --- | - | --- | - | - |  |  |  |  | ----- | ---- |
| 2015 | Moto3  | Honda | 2 | 4 | 9 | 9 | 2 | 5 | 2 | 6 | 3 | 6 | 2 | Rit | 1 | Rit | 7 | Rit | 8 | 5 |  |  |  |  | 207   | 3º   |

| 2016 | Classe | Moto  |   |    |   |   |    |    |   |     |   |   |   |   |   |   |   |     |     |   |  |  |  |  | Punti | Pos. |
| ---- | ------ | ----- | - | -- | - | - | -- | -- | - | --- | - | - | - | - | - | - | - | --- | --- | - |  |  |  |  | ----- | ---- |
| 2016 | Moto3  | Honda | 5 | 17 | 6 | 8 | NP | 12 | 3 | Rit | 3 | 3 | 4 | 7 | 2 | 3 | 1 | Rit | Inf | 4 |  |  |  |  | 177   | 2º   |

| 2017 | Classe | Moto  |    |    |   |   |   |    |   |     |   |    |    |   |    |   |    |   |   |   |  |  |  |  | Punti | Pos. |
| ---- | ------ | ----- | -- | -- | - | - | - | -- | - | --- | - | -- | -- | - | -- | - | -- | - | - | - |  |  |  |  | ----- | ---- |
| 2017 | Moto3  | Honda | 16 | 27 | 4 | 8 | 6 | 11 | 4 | Rit | 6 | 17 | 10 | 2 | 14 | 3 | 16 | 5 | 3 | 5 |  |  |  |  | 141   | 6º   |

| 2018 | Classe | Moto  |     |   |   |     |     |   |   |   |     |   |   |    |     |   |     |   |   |   |   |  |  |  | Punti | Pos. |
| ---- | ------ | ----- | --- | - | - | --- | --- | - | - | - | --- | - | - | -- | --- | - | --- | - | - | - | - |  |  |  | ----- | ---- |
| 2018 | Moto3  | Honda | Rit | 4 | 2 | Rit | Rit | 6 | 1 | 3 | Rit | 4 | 2 | AN | Rit | 3 | Rit | 7 | 8 | 3 | 5 |  |  |  | 177   | 4º   |

| 2019 | Classe | Moto  |   |   |   |    |   |   |   |     |    |   |     |    |   |    |    |   |    |    |    |  |  |  | Punti | Pos. |
| ---- | ------ | ----- | - | - | - | -- | - | - | - | --- | -- | - | --- | -- | - | -- | -- | - | -- | -- | -- |  |  |  | ----- | ---- |
| 2019 | Moto2  | Kalex | 9 | 9 | 9 | 11 | 7 | 6 | 5 | Rit | 14 | 3 | Rit | NP | 9 | 24 | 11 | 7 | 17 | 24 | 14 |  |  |  | 97    | 10º  |

| 2020 | Classe | Moto  |   |   |   |   |     |    |   |   |   |    |   |   |   |   |   |  |  |  |  |  |  |  | Punti | Pos. |
| ---- | ------ | ----- | - | - | - | - | --- | -- | - | - | - | -- | - | - | - | - | - |  |  |  |  |  |  |  | ----- | ---- |
| 2020 | Moto2  | Kalex | 3 | 9 | 1 | 1 | Rit | 10 | 3 | 1 | 6 | 11 | 2 | 3 | 4 | 6 | 5 |  |  |  |  |  |  |  | 205   | 1º   |

| 2021 | Classe | Moto   |    |    |   |     |    |     |    |    |    |    |     |    |   |   |   |   |   |   |  |  |  |  | Punti | Pos. |
| ---- | ------ | ------ | -- | -- | - | --- | -- | --- | -- | -- | -- | -- | --- | -- | - | - | - | - | - | - |  |  |  |  | ----- | ---- |
| 2021 | MotoGP | Ducati | 10 | 11 | 9 | Rit | 14 | Rit | 10 | 16 | 15 | 12 | Rit | 12 | 6 | 3 | 6 | 3 | 9 | 8 |  |  |  |  | 102   | 11º  |

| 2022 | Classe | Moto   |   |    |    |   |     |   |   |     |     |    |    |   |     |   |   |   |   |   |   |   |  |  | Punti | Pos. |
| ---- | ------ | ------ | - | -- | -- | - | --- | - | - | --- | --- | -- | -- | - | --- | - | - | - | - | - | - | - |  |  | ----- | ---- |
| 2022 | MotoGP | Ducati | 1 | 11 | 10 | 1 | Rit | 8 | 1 | Rit | Rit | 10 | 11 | 4 | Rit | 2 | 1 | 9 | 6 | 5 | 2 | 8 |  |  | 219   | 3º   |

| 2023 | Classe | Moto   |     |     |     |     |     |   |   |      |     |    |     |     |     |     |    |    |    |    |   |     |  |  | Punti | Pos. |
| ---- | ------ | ------ | --- | --- | --- | --- | --- | - | - | ---- | --- | -- | --- | --- | --- | --- | -- | -- | -- | -- | - | --- |  |  | ----- | ---- |
| 2023 | MotoGP | Ducati | Inf | Inf | Inf | Inf | Inf | 9 | 8 | Rit8 | Rit | 10 | NP9 | Inf | Inf | Inf | 87 | 10 | 13 | 14 | 8 | Rit |  |  | 84    | 15º  |

| 2024 | Classe | Moto   |    |    |    |   |   |     |   |    |   |   |    |    |    |    |      |    |    |     |   |    |  |  | Punti | Pos. |
| ---- | ------ | ------ | -- | -- | -- | - | - | --- | - | -- | - | - | -- | -- | -- | -- | ---- | -- | -- | --- | - | -- |  |  | ----- | ---- |
| 2024 | MotoGP | Ducati | 56 | 26 | 36 | 5 | 4 | 185 | 2 | 34 | 4 | 1 | 34 | 57 | 34 | 13 | Rit2 | 42 | 53 | 141 | 3 | 72 |  |  | 386   | 4º   |

| 2025 | Classe | Moto |   |    |   |    |   |    |    |    |     |   |     |      |    |  |  |  |  |  |  |  |  |  | Punti | Pos. |
| ---- | ------ | ---- | - | -- | - | -- | - | -- | -- | -- | --- | - | --- | ---- | -- |  |  |  |  |  |  |  |  |  | ----- | ---- |
| 2025 | MotoGP | KTM  | 9 | 17 | 7 | 11 | 9 | 13 | 17 | 12 | Rit | 9 | Inf | Rit3 | 57 |  |  |  |  |  |  |  |  |  | 63    |      |

| Legenda | 1º posto        | 2º posto            | 3º posto            | A punti      | Senza punti        | Grassetto – Pole position Corsivo – Giro più veloce |
| Legenda | Gara non valida | Non qual./Non part. | Ritirato/Non class. | Squalificato | '-' Dato non disp. | Grassetto – Pole position Corsivo – Giro più veloce |